# 雙點工作室
雙點工作室（英語：Two Point Studios），是世嘉歐洲旗下一家電玩遊戲開發公司，由班·翰墨（Ben Hymers）、馬克·韋伯利及蓋瑞·卡爾於2016年7月26日創立。卡爾與韋伯利為《杏林也瘋狂》、《善與惡》以及牛蛙製作與獅頭工作室聯合製作的神鬼寓言系列的開發者之一，雙點工作室的其他製作人員皆來自牛蛙製作、獅頭工作室以及Mucky Foot Productions。

## 歷史
2017年5月，雙點工作室宣布與世嘉簽署了一個模擬遊戲開發的合作關係。該內容為世嘉計劃尋找並支持有才華的開發人員並將他們的專業知識帶入遊戲市場的一部分。世嘉在歐洲的發行商的高級副總約約翰·克拉克（John Clark）表示，雙點工作室的願景與世嘉的加盟條件一樣。
雙點工作室於2018年1月發表了他們的第一款遊戲雙點醫院，該作完美的繼承了杏林也瘋狂的精神，該作已經於2018年8月30日發行。受到之前牛蛙製作幾款遊戲的啟發，他們也計畫將此作視為後續其他幾款模擬遊戲中的先鋒，使每一個作品相互分享彼此的世界觀。
2019年5月，世嘉宣佈收購了雙點工作室。
2021年6月，双点工作室公布了第二款游戏《双点校园》，游戏已于2022年8月9日发行。

## 遊戲
| 年份 | 遊戲名稱   | 平台                                                                                                   |
| ---- | ---------- | --- |
| 2018 | 双点医院   | Microsoft Windows、MacOS、Linux                                                                        |
| 2020 | 双点医院   | 任天堂Switch、PlayStation 4、Xbox One                                                                  |
| 2022 | 双点校园   | Microsoft Windows、MacOS、Linux、任天堂Switch、PlayStation 4、PlayStation 5、Xbox One、Xbox Series X/S |
| 2025 | 雙點博物館 | Microsoft Windows、MacOS、Linux、PlayStation 5、Xbox Series X/S                                        |